# René Aufhauser
René Aufhauser est un footballeur autrichien né le 21 juin 1976 à Voitsberg. Il évolue au poste de milieu. 

## Biographie

### En sélection
- 58 sélections et 12 buts avec l'Équipe d'Autriche de football depuis 2001.